# Nueva República (Star Wars)
La Nueva República es la principal forma de gobierno en el universo ficticio de Star Wars. Nace de la Antigua República, que gobernó la galaxia hasta su caída frente al Imperio Galáctico.

## Historia

### Orígenes
Tras la decisiva victoria Rebelde frente al Imperio en la batalla de Endor (Retorno del Jedi), la Nueva República se creó para restablecer la soberanía y restaurar el gobierno democrático de la Antigua República. Después de la caída del Emperador, se ordenó a los restos del Imperio que iniciaran la "Operación: Ceniza", un plan de contingencia creado por Palpatine para aniquilar tanto a su organización, como a sus seguidores y a sus enemigos como acto de castigo por no haber evitado su desaparición. incluidos los planetas que han controlado. Sin embargo, los rebeldes impidieron la autodestrucción del Imperio en la Batalla de Jakku, poniendo fin finalmente al reinado de Palpatine sobre la galaxia.
Para el 9 DBY, la Nueva República inicio un proceso de paz para la galaxia estableciendo medidas como el desmantelamiento del ejército de la Alianza y destinarlos a tareas de vigilancia, el aseguramiento de protección a los mundos que reconocían su gobierno a través de La Carta y la aplicación de amnistías para oficiales imperiales con el fin de reinsertarlos en la galaxia. Sin embargo, el gobierno comenzó a desatender los diversos conflictos que se producían en el Borde Exterior, los cuales aún seguían en control de Remanentes Imperiales y en sus estamentos burocráticos y administrativos, mantenían presencia personas aún leales al Imperio, los cuales entrampaban las decisiones destinadas a controlar estos conflictos. Todo esto pertenecía a un plan en la sombras para allanar el camino para el regreso del Gran Almirante Thrawn, un implacable estratega militar que habiendo regresado de su exilio, busca liderar a los Remanentes en un primer contraataque contra el gobierno. 
Esta Nueva República, a diferencia de la Antigua y del Imperio (su capital era Coruscant), decidió cambiar permanentemente su capital. Su primera capital estuvo fijada en el planeta Chandrila, para poco después cambiarla a Hosnian Prime, hasta que esta última fue destruida.

### Star Wars: El despertar de la Fuerza
En la película de 2015 El despertar de la Fuerza, la Nueva República se ve hostigada por los restos del viejo Imperio; renacido de sus cenizas, llamándose la Primera Orden.